# رافليسيا مفصصة
الرافليسيا المفصصة (باللاتينية: Rafflesia lobata) نوع نباتي يتبع جنس الرافليسيا من الفصيلة الرافليسية.
الموطن الأصلي لهذا النوع جزيرة باناي في الفلبين.

## الوصف النباتي
نباتات هذا الجنس ليس لها سوق أو أوراق أو جذور، بل النبات عبارة عن زهرة فقط لها خمس بتلات.